# Kell (Illinois)
Kell – wieś w Stanach Zjednoczonych, w stanie Illinois, w hrabstwie Marion.